# Moi (groet)

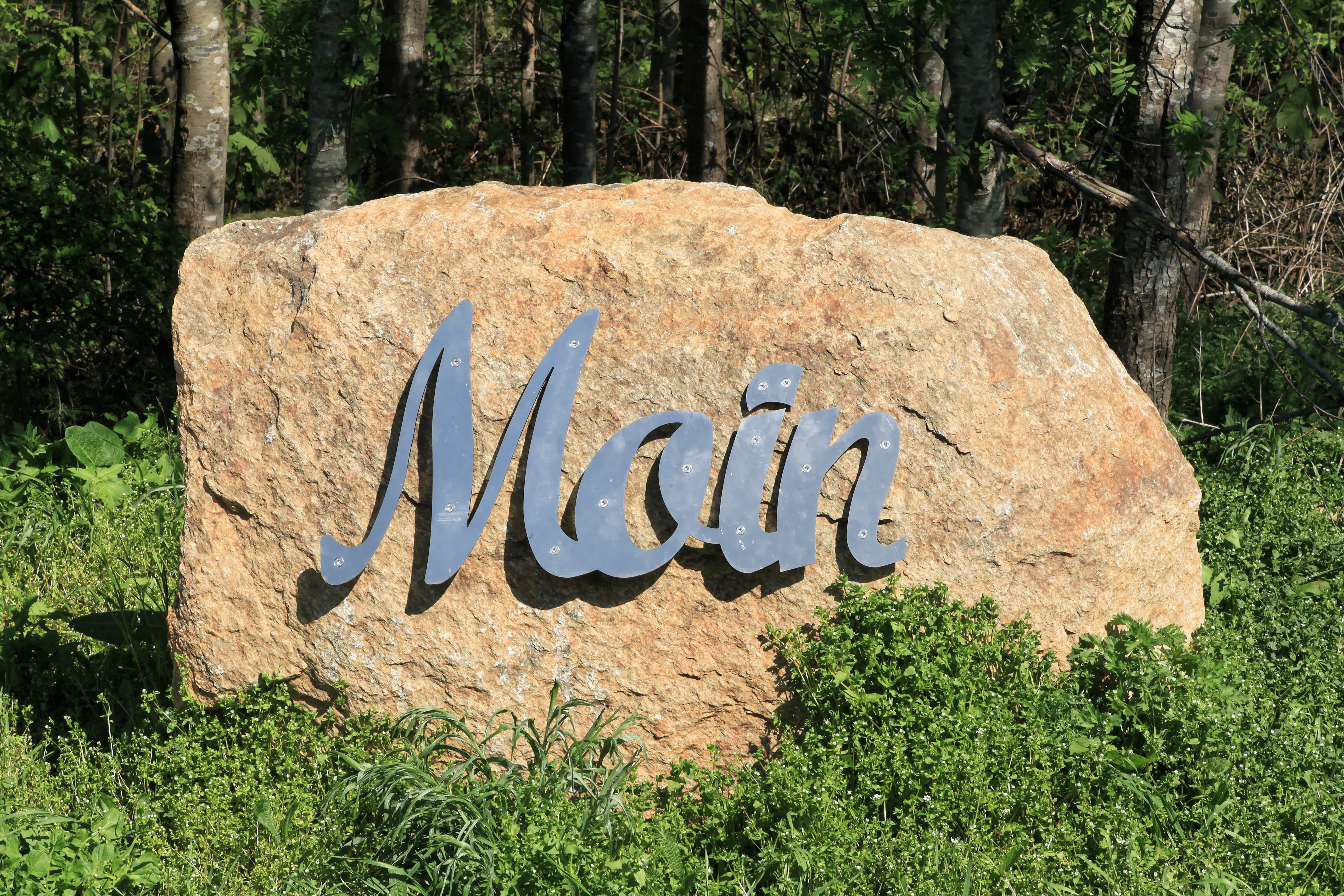
De groet moi(n) dient binnen de toeristenbranche als regionale merknaam. Embleem te Fehndorf, Haren (Ems), 2019

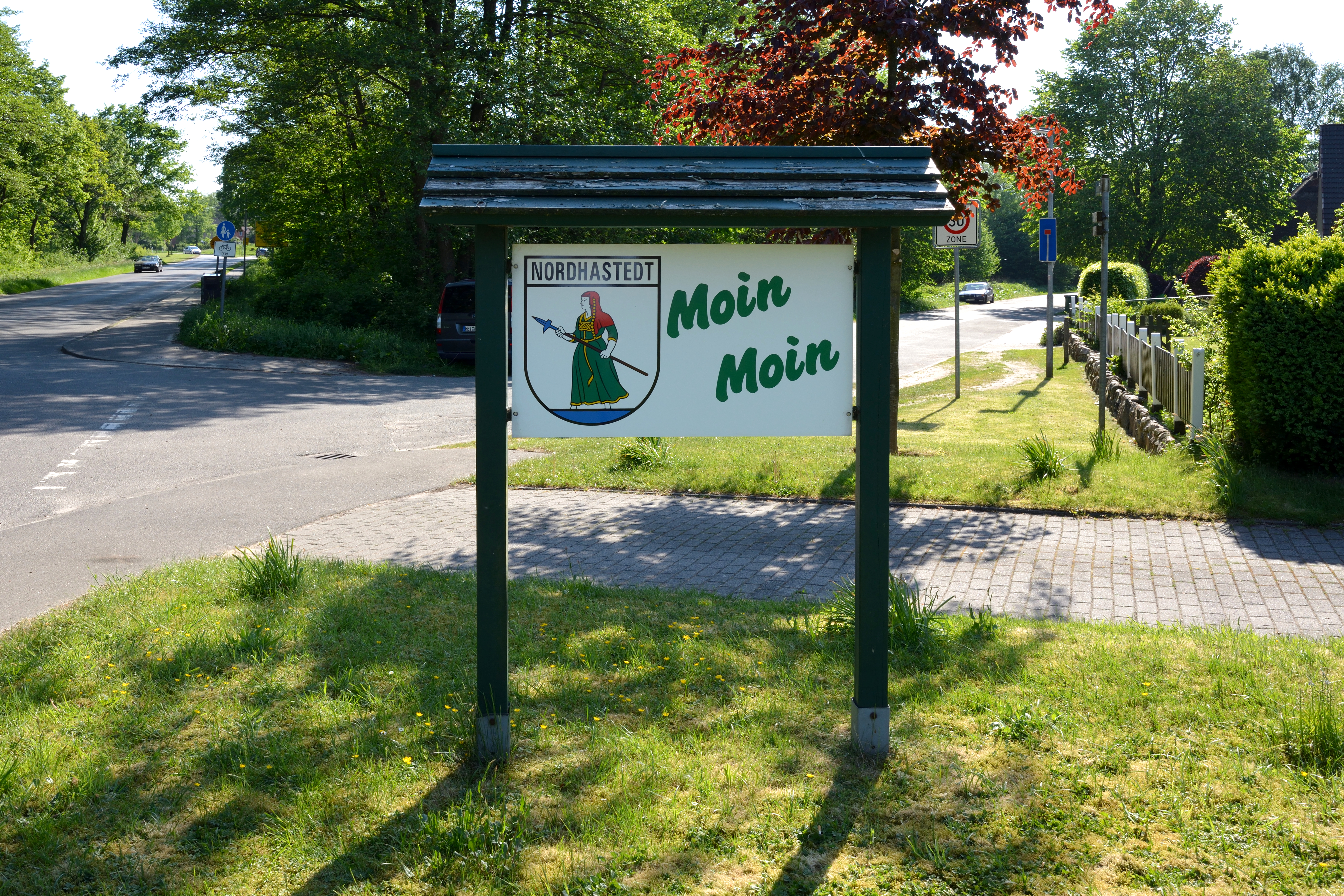
Moin-embleem te Norderhastedt, Kreis Nordfriesland, 2018

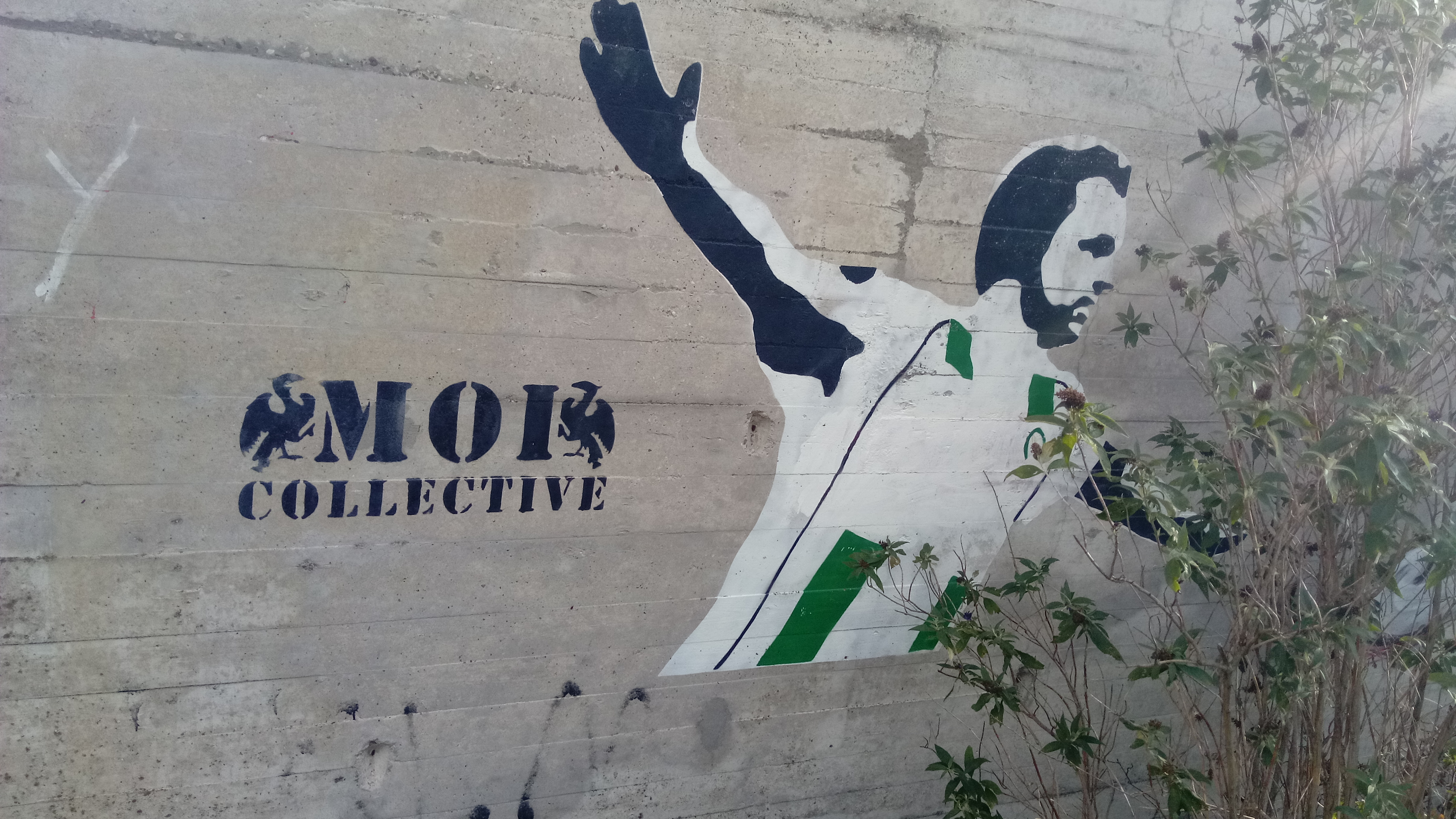
De groet moi(n) speelt tevens een rol in de jongerentaal in Noord-Nederland en Noord-Duitsland. Muurschildering in Groningen, 2020

Moi, ook moj, moin, mojn of moien, soms verdubbeld tot moin moin, is een alledaagse groet, die zich in de 20e eeuw vooral in Noordwest-Duitsland en Noordoost-Nederland heeft verbreid. Het is met name een populaire begroeting in de streken waar Nedersaksische dialecten worden of werden gesproken, maar ook in Finland, Luxemburg en delen van Denemarken, Polen en Zwitserland.
In dialectwoordenboeken uit de 19e eeuw komt het woord moi in deze betekenis nog niet voor. De eerste schriftelijke vermeldingen in Groningen dateren uit 1921 (môje) en 1931 (moi), in Drenthe uit 1930 (mojje) en in Oost-Friesland uit 1912 (moj'n). In Berlijn, Hamburg, Bremen, Oldenburg en het Baltische gebied was de groet moin al rond 1890 gangbaar, in Oost-Friesland ten minste rond 1900. Waarschijnlijk betreft het een groet die zich vooral verbreid heeft via de jongerentaal en (aanvankelijk) door mannen onder elkaar. Ook het militaire begroetingsritueel speelde hierbij een rol. De betekenis is daarbij verschoven van "goedemorgen" naar "goedendag" en zelfs "tot ziens".
Het gaat - net als bij de Nederlandse tegenhangers hoi, hallo en doei - vooral om een informele groet die zich van de oudere en meer formele aanspreekvormen onderscheidt. In Oost-Groningen raakte het woord vroegtijdig ingeburgerd. Daarentegen gold het moi-zeggen – volgens de taalkundige Siemon Reker – elders in de provincie Groningen nog rond 1980 als familiair. Ook in Drenthe gold het lange tijd als ongepast om deze groet tegenover ouderen te gebruiken. In Duitsland dateren de oudste voorbeelden uit de 19e eeuw; ze zijn afkomstig uit het Berlijnse stadsdialect en uit het groepstaal van jonge officieren en studenten. Ook daar was het nog omstreeks 1980 ongebruikelijk om meerderen op deze manier te begroeten. Dat is sindsdien snel veranderd. In Duitsland wordt de groet tevens in het publieke domein gebruikt.
De groet wordt sinds de jaren zeventig in verschillende streken opgevat als uiting van regionale identiteit en verbonden met begrippen als gelijkwaardigheid, kameraadschap, nabuurschap en gemeenschapszin. Het is bij uitstek een democratische groet. De uitroep moin moin speelt daarnaast een belangrijke rol bij de toeristische marketing en in het merkmanagement, met name langs de Duitse Noordzeekust en in Hamburg. De groet wordt verder gebruikt in de stereotiepe beeldvorming over Noord-Nederlanders en Noord-Duitsers. In detectiveverhalen (de zogenaamde Nordsee- of Friesland Krimis) wordt de groet veelvuldig gebruikt om een couleur locale te creëren.
Het woord moi wordt in Nederland en in de Oost-Friese grensstreek uitgesproken als [mɔj]. De Noord-Duitse variant moin wordt uitgesproken als [mɔːɪn] of [mɔːɪŋ], Saterfries [mɔy̯n], het Deense mojn als [mʌjn]. De Duitse vorm wordt soms verdubbeld tot moin moin [ˈmɔjn mɔːɪn], met de nadruk op de eerste lettergreep. Luxemburg heeft moien [ˈmɔɪ̯.ən], Zwitserland de regionale vorm moin [mɔɪ̯n], Finland moi [ˈmo̞i̯], Polen mòjn [ˈmɔjn].
Het woord moet niet verward worden met het identiek gespelde moi, het Franse woord voor "mij", wat incidenteel ook in het Nederlands wordt gebruikt. 

## Etymologie
De herkomst van moi(n) is niet helemaal zeker. Naar alle waarschijnlijkheid is het afgeleid van de wijd verbreide groet "goedemorgen", waarvan verkorte vormen zich sinds het midden van de 19e eeuw in Duitsland, Nederland, Scandinavië en naburige regio's hebben verbreid. Vermoedelijk is het een leenwoord uit het Berlijnse stadsdialect. De stelling dat het woord moi(n) de (Nederlandse) wortel mooi ("aangenaam, goed") zou bevatten, geldt als onbewezen.

## Vormen

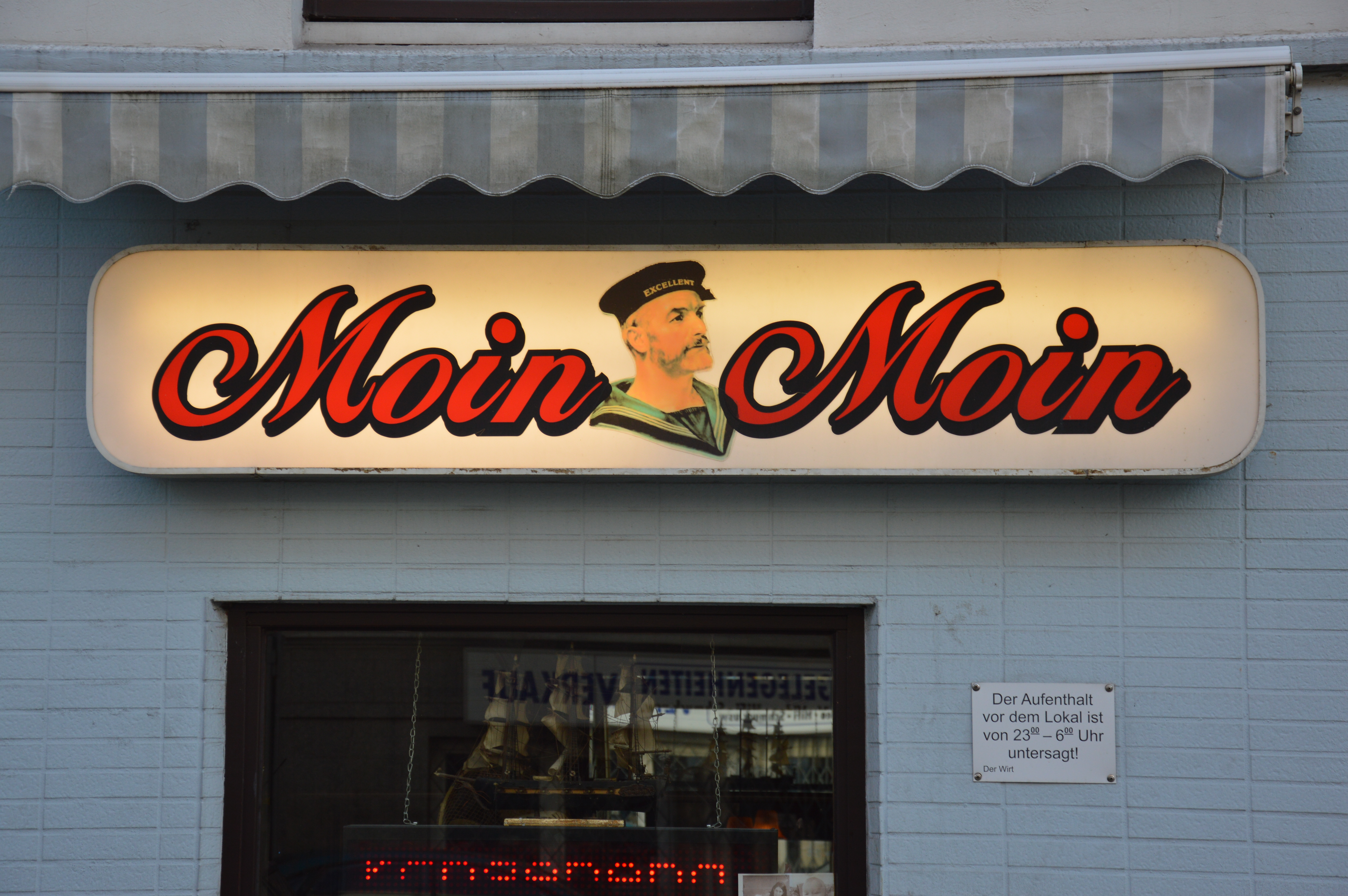
Moin moin uithangbord in Hamburg, 2015

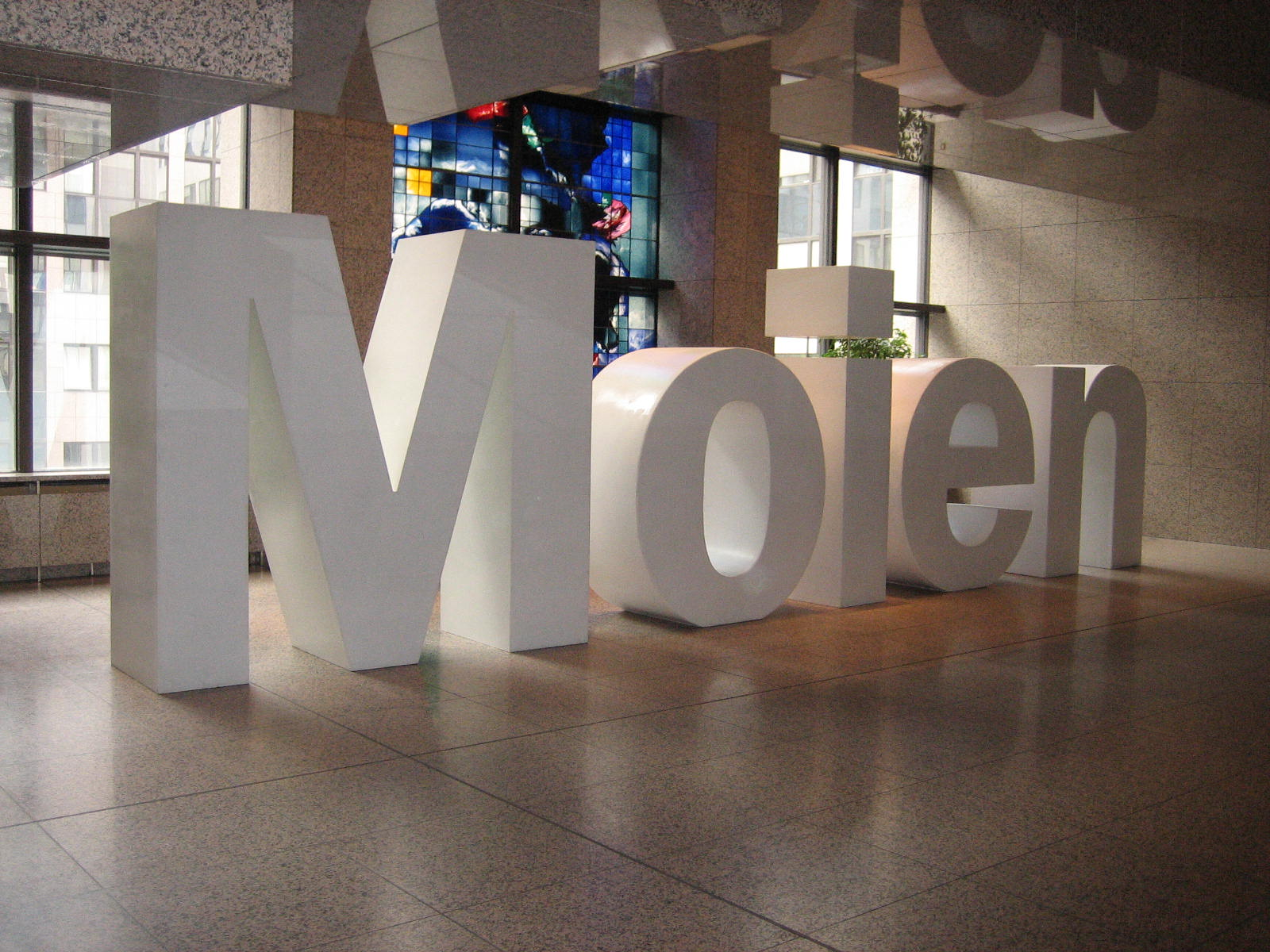
Installatie met de moien-groet in het Justus-Lipsius gebouw te Brussel tijdens het EU-voorzitterschap van Luxemburg, 2005

De groet moi(n) wordt gewoonlijk met hetzelfde woord beantwoord, waarmee een zekere gelijkwaardigheid tussen de sprekers wordt gesuggereerd. Taalsociologen noemen dit een "gekopieerde" of "reciproke" begroetingsformule (een echo-groet), die gebaseerd is op een symmetrische sociale relatie. Ook toonhoogte en intonatie zijn belangrijk: wie een groet beantwoordt, doet dat gewoonlijk op een iets lagere toonhoogte. De groet wordt uitdrukkelijk uitgesproken; de spreker heft zijn hoofd en zoekt oogcontact met degene die hij aanspreekt. Dat kan als confronterend worden ervaren en is soms ook zo bedoeld: de toevallige passant wordt nadrukkelijk begroet en er wordt een passende reactie verwacht. Bekenden worden vaak aangesproken met voor- of achternaam (moi, Derk! – moin, Koort! – Mojn, Blumann!). Bij goede bekenden kan dat worden weggelaten.
De dubbele vorm moin moin is iets minder direct; de persoonlijke uitroep wordt hier genuanceerd, de spreker neemt als het ware een voorschot op het antwoord van de ander. Moin moin kan echter ook dienen als antwoord op een eerdere groet moin, met name om te bevestigen dat men deze groet wel degelijk heeft gehoord. Het gaat in alle gevallen om een spel van aanspreken en antwoorden, waarbij de verhouding tussen beide sprekers (vertrouwelijk, gedistantieerd, competitief of juist hiërarchisch) ter discussie staat. Er is geen moi(n) dat hetzelfde klinkt.
In Nederland is de groet moi vooral in Groningen en Drenthe gebruikelijk. Hij is sinds het einde van de 20e eeuw ook in grote delen van Overijssel, met name in Twente (moi(n)) en in de Achterhoek (moj(n)) populair. Daarnaast wordt de groet in een deel van de Stellingwerven (moj) en in oostelijk Brabant (moi(n)) gebruikt. In Oost-Groningen wordt de uitspraak vaak uitgerekt tot moie (uitgesproken als mojje). De korte vorm moi (1931) lijkt aanvankelijk typerend voor Noord-Groningen te zijn geweest.
In Noord-Duitsland klinkt de groet meestal als moin (vroeger ook als meun of moign geschreven), of wordt hij verdubbeld tot moin moin, hetzij als groet dan wel als antwoord. In Zuid-Jutland (Denemarken) gebruikt men de groet mojn, doorgaans één keer achter elkaar, aan de westkust voornamelijk als afscheidsgroet. Ten zuiden van de Deense grens dient moin alleen als begroeting. De dubbele vorm zou in Noord-Friesland veel gebruikt worden, deels onder invloed van het kusttoerisme. In andere streken, zoals Oost-Friesland en Dithmarschen, is het dubbele moin moin als dagelijkse groet minder gebruikelijk, zeker wanneer het om vreemden gaat. In de regel wordt hij als te familiair ervaren. In Oldenburg zou deze vorm volgens sommige auteurs alleen 's middags worden gebruikt. Wijd verbreid zijn de humoristische anekdotes over zwijgzame kustbewoners die iemand die moin moin zegt voor kletsmajoor uitmaken.
Verwante groetvormen zijn bekend uit omliggende regio's. De neiging om de beleefdheidsformule "goedemorgen" af te korten bestond in de meeste Germaanse talen. De korte groet ontstond doorgaans in de informele sfeer en werd tot ver in de 20e eeuw geregeld als onbeschaafd, autoritair of ongeïnteresseerd ervaren. Ook werden er grappen over gemaakt; in het Duits wordt wel gesproken over Morgenmuffel ("ochtenlucht"). De korte groet morgen! wordt in Duitsland in 1823 voor het eerst (spottend) beschreven; in Engeland als morning! in 1838. De verkorte Nederlandse groetvorm morgen! is gedocumenteerd sinds 1856. Hieruit zijn weer informele vormen môgguh  (1893), môje (1904), mòjje (1927) en morrie (1931) afgeleid, die tot de straattaal werden gerekend. Het West-Fries heeft de groet môj  of moaj (1984, uit morrie), het Westlands môh of môguh (1989), het Twents en het Stellingwerfs morn (naast moi), het Afrikaans môre, Papiaments mòru. De Friese variant is moarn (1829), een verkorte vorm van goemoarn. Het gebruik daarvan gold kennelijk nog rond 1900 in veel situaties als ongepast.
Ook de Scandinavische talen kennen de verkorte groet morgen! of morgens (1847), kortweg morn of mors (1900), verdubbeld tot morn morn (1912) of mors mors (1941). De groet wordt gebruikt bij het komen en het gaan, in Noorwegen ook 's middags. In het Fins gebruikt men naast het Zweedse leenwoord morje(n)s (1887) tevens de korte vorm moi (1910) als begroeting, terwijl de dubbele vorm moi moi dient als afscheidsgroet. Hieruit zijn weer de populaire Finse begroeting moikka (c. 1925) en de afscheidsgroet moido (c. 1900) gevormd. Moi – met de variant moin(s) – is hier waarschijnlijk een leenwoord uit het Nederduits.
Dat laatste is ook het geval bij het Kasjoebisch in Noordwest-Polen, waar de groet mòjn gebruikt wordt. In het Lets werd tot 1945 de groet moin, mojn of moins gebezigd; in het Estisch de dialectvorm moi(n). Ook hier gaat het om leenwoorden uit het (verdwenen) Nederduits. In het Luxemburgs kan moien (moije, moin, moiën) op ieder tijdstip van de dag worden gebezigd. Hetzelfde geldt voor het Zwitserduitse moin of moinz.

## Meerduidigheid
De meerduidigheid van het woord 'morgen' heeft aanleiding gegeven tot bepaalde woordspelingen, grappige anekdotes en practical jokes, zoals Schöner Morgen heute morgen! De aangesprokene die ten onrechte dacht begroet te worden en deze groet meende te moeten beantwoorden, kon gemakkelijk het mikpunt van spot worden. Een komisch bedoelde anekdote gaat over een barbier die een van zijn klanten begroet met Morgen!, waarna deze weer vertrekt in de verwachting pas de volgende dag geholpen te worden.
Er was bovendien verwarring mogelijk met de oudere afscheidsgroet Bis morgen! of Auf Morgen! (onder andere in Westfalen en aan de Nederrijn) of in het Nederlands Tot morgen! Deze vormen waren kennelijk een verkorting van de oudere formules als Also bis morgen! (1799) of uitvoeriger: "ik groet u (dan) tot morgen" (1800).

## Verbreiding

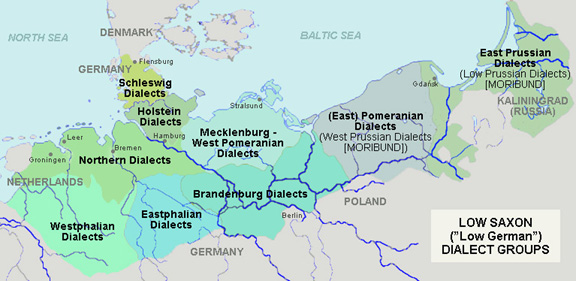
Nedersaksisch taalgebied tot 1945. De groet moi(n) was aanvankelijk vooral verbreid in de noordelijke en oostelijke delen van het gebied.

Het groetwoord moi(n) heeft zich vooral vanuit het Nederduits verbreid, in wisselwerking met andere talen. De groet wordt vermoedelijk sinds de laatste decennia van de 19e eeuw gebruikt in het gebied rond Hamburg, Bremen en Oldenburg, in het Oostzeegebied en na 1900 ook in Groningen, Oost-Friesland, Sleeswijk-Holstein (met name in Noord-Friesland en de Duits-Deense grensstreek). In Zuid-Jutland gebruikt men de vorm mojn. Rond 1900 was de groet tevens verbreid in Berlijn en andere grote steden, vooral onder jonge mannen, verder in het Baltische gebied, Oost-Pruisen, Mecklenburg en Pommeren (moin, mojn of morn), Zwitserland (moin),Rijnland-Palts en Luxemburg (moien), maar alleen in de beide laatste regio's en in de Zwitserse kantons Graubünden en Bern is het woord gangbaar gebleven.
Recenter is de verbreiding in Drenthe, Twente, Emsland, oostelijk Nedersaksen en Ostwestfalen, en (kennelijk opnieuw) in Mecklenburg-Vorpommern, vooral bij jongere generaties. Als modewoord uit de jongerentaal heeft de kreet moin moin zich sinds de laatste decennia van de 20e eeuw over grote delen van Duitsland verbreid, onder andere via de cabaretier Otto Waalkes en de stripfiguur Werner, die steevast de groet moin gebruikt. Onder bepaalde groepen jongeren had de groet een cultstatus verkregen. Binnen de Duitse Bundeswehr is de begroetingsvorm sinds 1987 bij het begroeten van een meerdere toegestaan, aanvankelijk uitsluitend voor Oost-Friezen. In meerdere Noord-Duitse legeronderdelen begroeten officieren en manschappen elkaar bij het appel met moin. In Sleeswijk-Holstein geldt moin ook als toost. Tegenover meerdere mensen wordt door jongeren in Hamburg tevens de vorm moinsen gebruikt (1997, afgekort van moin tosammen).
In het Zuidjutlands en in de Noord-Friese dialecten is moin eveneens de gangbare groet geworden en dient hij tevens als identiteitsmarker. De groet heeft bovendien een plek gekregen in de standaardtaal en wordt – vooral in Duitsland – veelvuldig gebruikt door sprekers die het dialect niet meer beheersen. Migranten uit Zuidwest-Jutland namen de uitdrukking mee naar Kopenhagen. In Denemarken werd de groet vooral populair door de misdaadfilm Frygtelig lykkelig uit 2008, naar een roman van Erling Jepsen uit 2004, waarin de hoofdpersoon vertrekt naar een dorp aan de Waddenkust en daar het woord mojn goed leert uitspreken.
Jongere generaties in de stad Groningen bezigen de uitroep moi eem! (c. 2007), hun leeftijdsgenoten in Drenthe amoi! (c. 1990). Typerend voor Groningen is verder de invloed op de groet hoi, die hier sinds de jaren zeventig – net als moi – tevens als afscheidsgroet wordt gebruikt, hetgeen elders in Nederland minder gangbaar is. Bekend uit Oost-Groningen zijn de uitroepen moien dokter! en moijeuh!, die – net als het Nederlandse goeie morgen! – als uiting van verbazing en het laatste geval ook van afschuw kunnen gelden. Zowel  Nederland als in Duitsland en Denemarken heeft de groet een plek gekregen in de standaardtaal en wordt hij veelvuldig gebruikt door groepen die het dialect niet meer spreken.

### Tot 1920
De oudste vermelding stamt uit Berlijn, waar in 1828 wordt bericht dat officieren elkaar begroetten met moin! en moin moin! in de betekenis van "goedemorgen". Het woord zal in de plaatselijke tongval als  [mɔɐ̯jɘn] of korter ['mɔʁjn̩] zijn uitgesproken. Ook de Bremense predikant Waldemar Sonntag, die in Berlijn had gestudeerd, noemt in 1889 de informele groet moi’n moi’n een voorrecht dat jonge officieren en studenten zich zouden hebben aangemeten. Het gaat mogelijk om een variant van de toost Prosit, guten Morgen, die ook als begroeting werd gebruikt. In Berlijnse studentenkringen was het rond 1900 gebruikelijk om mojn te roepen bij het proosten. Dit als antwoord op de toost prosit!
Vermoedelijk heeft heeft het woord moin zich - met de nauw verwante vormen moign en morjn - vooral via militairen, studenten, rondreizende handwerkers, kooplui en zeevarenden verspreid. In het stadsdialect van Berlijn kende men al rond 1840 de begroeting n'moorjen of morjen! [ⁿmɔɐ̯jɘn] (afgeleid uit ju(te)n morjen). In Hamburg werd in 1857 'n morgen gebruikt, op Helgoland al in 1846 kortweg morgen! (beide vermoedelijk uitgesproken als ['mɔrʝɘn]), in Oldenburg 1867 morgn. Ook enkele Zuidwest-Duitse regimenten van het Pruisische leger hanteerden sinds 1867 bij het appel de formele groet 'n morjen als verkorte vorm van guten Morgen. In grote delen van Noord-Duitsland (waaronder Berlijn) – en ook in Nederland – diende (guten) Morgen tevens als afscheidsgroet, in tegenstelling tot Gutentag, dat vooral in het zuiden van Duitsland gangbaar was.
Daarnaast kwamen herhaalde (verdubbelde) vormen voor, zoals als mo'in mo'in (Oost-Pruisen 1846, maar in een rijmpje), n'moorjen n’moorjen (Berlijn 1850), morrn morrn (Mecklenburg 1857), morgn morgn (Oldenburg 1867), 'n morgen 'n morgen (Achter-Pommeren 1869), moen moen (Oekraïne 1886), mojen mojen (Berlijn 1893) en moigen moigen (Sleeswijk 1895). Tegelijkertijd duikt de verdubbelde (korte) groet morgen morgen! in het Hoogduits op, eerst te Berlijn (1848), dan in Mecklenburg (1855), Braunschweig (1870) en na de Frans-Duitse oorlog ook elders in het Duitse Rijk. Dit overigens naast het oudere guten Morgen, Morgen! (1786) en de daarvan afgeleide dialectvormen die eveneens in de 19e eeuw populair bleven. 
De verdubbelde ochtendgroet is bekend sinds de 16e eeuw en gedocumenteerd in meerdere Europese talen en dialecten. Deze stijlfiguur van de herhaling (repetitio) heeft gewoonlijk een sociale functie en wordt door taalkundigen gezien als een vorm van fatische communicatie. Deze beleefdheidsvorm kan tot doel hebben het gesprek gaande te houden als een middel tot wederzijdse bevestiging en erkenning, maar ook om sociale afstand te benadrukken, of juist als tegendeel, om de gelijkheid tussen de gesprekspartners te onderstrepen. Daarnaast kan er – zoals bij het Franse Bonjour bonjour! – ook sprake zijn van ironie, bijvoorbeeld wanneer gespot wordt met overdreven beleefdheidsvormen, of wanneer de spreker hiermee vermijdt de aangesprokene bij naam te noemen. Dat laatste kan dan weer als onbeleefd gelden. 

Het negeren van een (nadrukkelijk bedoelde) dubbele groet werd soms als onvriendelijk ervaren, zoals blijkt uit een bekend toneelstuk van August Iffland uit 1804, waarin de antiheld Franz Moor wordt bekritiseerd:
Ernst: Nu dan, goeden morgen, goeden morgen mijn heer Moor! goeden morgen!
Moor: Babbelaar, tijdverspiller! Eens goeden morgen is genoeg.
Ernst: Nu ja – eens geknord is reeds te veel.
Hoe de jongere formule moin moin door deze stijlfiguur is beïnvloed, is echter niet nader onderzocht.
In het dagelijkse spraakgebruik gold de korte groet 'n morgen nog in 1874 als onbeleefd, behalve als het ging om goede bekenden. In Zürich duikt de begroeting moin omstreeks 1875 bij scholieren op, wellicht als navolging van het Berlijnse n'morjen. De groet moin als afkorting van guten Morgen wordt in Noord-Duitsland voor het eerst genoemd door een taalkundige uit Leszno (toen nog Pruisisch) in 1860. In Oost-Pruisen, Letland en de Baltische steden was de groet moign, môjen of mo'en vermoedelijk al rond 1870 wijd verbreid, zowel bij het komen als het gaan. Mogelijk heeft de groet zich aanvankelijk vooral via het Duitse leger en de militaire dienstplicht verspreid. Hij was al voor de Eerste Wereldoorlog gangbaar in de Duitse koopvaardij.
De vormen moin, moign, mô'jn en moj'n worden vervolgens  omstreeks 1885 gedocumenteerd bij scholieren in Oldenburg, in 1888 in het Oldenburgse Ammerland, 1892 in Glückstadt (aan de Elbe), 1895 in Hamburg, 1901 in Tönning, 1903 in Mecklenburg, 1904 in Riga, 1908 in Bremen, 1909 op Helgoland en omstreeks dezelfde tijd ook de omgeving van Aabenraa (Zuidoost-Jutland). In het Moezelgebied (Rijnland-Palts) was 'n mojen in 1912 algemeen bekend. Zelfs uit Leipzig werd in 1906 bericht dat moin inmiddels de favoriete groet van mannen onder elkaar was. Het is kennelijk het topje van een ijsberg. Woordenlijsten uit het begin van de 20e eeuw laten in het hele Duitse taalgebied vergelijkbare korte ochtendgroetformules zien, van morjn, morn, mórjә, moәn, en moin in noordoosten, mōrijen, morjen, morje en moije in het westen, tot morng, moagŋ en moiŋ in het zuiden. De West-Duitse vorm mòje(n) raakte ook in Noord-Limburg en oostelijk Brabant in zwang; hij wordt in 1921 vermeld te Venlo als mòje mòje. Slechts enkele van deze vormen zijn gangbaar gebleven, zoals morje, moije en mojen in delen van Rijnland-Palts en moi(n) in Brabant. Het (conservatieve) Plautdietsch van de doopsgezinden uit West-Pruisen en de Krim kent daarentegen uitsluitend de vormen morjen en morjes. Ook het Westerlauwers Fries kent de groet moi(n) niet, eerder wel de vormen mòije (1907) en môje (1925), die kennelijk aan het Hollands waren ontleend. De oude groet moarn! raakte hier wat uit de mode. In plaats daarvan kwam goeie!, dat al in 1932 "de Friesche groet" werd genoemd. Het zal moeilijk zijn dat 'Hollandse' woord weer kwijt te raken, klaagt de Leeuwarder onderwijzer Johannes Dykstra in 1940.
Volgens de Berlijnse taalkundige Richard Löwe hoorde de begroeting moin in 1891 al bij de straattaal ("Vulgärdeutsch") en was het de meest voorkomende variant van guten Morgen. Moraalridders beklaagden zich over de vluchtigheid waarmee stadsbewoners elkaar met moin begroetten, maar anderen noemden de groet juist gemoedelijker. Het lijkt erop dat het Berlijnse stadsdialect veel invloed heeft gehad op de blijvende populariteit van de groet. Hij komt onder andere voor in het literaire werk van Arno Holz (sinds 1889), Gerhart Hauptmann, Walter Mehring en Kurt Tucholsky. Rond 1900 werd de groet ook in het noorden bekender dankzij gerenommeerde auteurs als de Hamburger marineschrijver Gorch Fock (1880-1916), streekromanschrijver Otto Ernst (1862-1926), novellist Hans Leip (1893-1983) en anderen uit de regio rond Hamburg en Bremen. Het was aanvankelijk blijkbaar geen standaardgroet en de spelling verschilde van persoon tot persoon. De groet komt bovendien voor in het werk van schrijvers uit andere landsdelen en in andere talen. De Poolse taalkundige Wacław Berent gebruikt de groet mojen, mojen in zijn roman Rottend hout uit 1901, die zich afspeelt in Berlijnse bohemienkringen. De Letse toneelschrijver Rūdolfs Blaumanis gebruikt moin moin! in zijn klassieke stuk Kleermakersdagen in Silmači uit 1901, dat zich afspeelt op een landgoed in Lijfland. De studentikoze toost mojn komt voor in De ketenen van Kasjtsej van Michail Prisjvin uit 1927. De Letse auteur  Anna Brigadere gebruikt mojn, mojn in haar roman In een stenen kooi uit 1933, die is gesitueerd in een provinciestadje bij Riga.
In het westen van Oost-Friesland was de moin rond 1900 de gebruikelijk groet voor de gewone man; voor mensen van stand gebruikte men andere bewoordingen en werd bovendien de pet of hoed afgenomen. Rond Aurich gold de groet als brutaal en ongepast, meer iets voor schippers en turfgravers. De eerste schriftelijke vermeldingen dateren uit 1912 (moj'n), 1924 (moin) en omstreeks 1930 (moien, moi'n). De groet werd tevens gebruikt door bekende dialectschrijvers als Moritz Jahn (c. 1930) en Wilhelmine Siefkes (1940). De eerste vermelding uit Noord-Friesland is uit 1927 (mâin); hij betreft het Friese dialect van de Wiedingharde. In het nabijgelegen Galmsbüll was moin vóór de Eerste Wereldoorlog de gangbare ochtendgroet. Ook op de Noord-Friese eilanden had gut moin vermoedelijk al eerder de oudere groetformulies verdrongen. Het Mooring kent de vorm moi, Fering-Öömrang muai of mui, Sölring moin, Helgolands mooin. Een mogelijke overgangsvorm op Sylt was de reciproke groet mêern guṙ! als antwoord op guṙ mêern!
De meeste bronnen laten in het midden of ook vrouwen met moin werden aangesproken en of zij deze groet zelf gebruikten.
| Eerste vermeldingen van de groet moi(n) per regio | Oudere vormen morjen, morrn, moign, meun  | Oudere vormen morjen, morrn, moign, meun | Oudere vormen morjen, morrn, moign, meun | Moin moi, mojn, moi'n, môje(n) | Moin moi, mojn, moi'n, môje(n) |
| Eerste vermeldingen van de groet moi(n) per regio |                                           | Enkel                                    | Dubbel                                   | Enkel                          | Dubbel                         |
| ------------------------------------------------- | ----------------------------------------- | ---------------------------------------- | ---------------------------------------- | ------------------------------ | ------------------------------ |
| Berlijn                                           | (moi’n), morjen, morrn                    | 1840                                     | (1828, 1848) 1852                        | 1889                           | 1893                           |
| Baltisch gebied, Oekraïne                         | mojen, moen                               | 1880                                     | 1886                                     | (1860) 1872                    | 1901                           |
| Noordoost-Duitsland                               | (mo'in), moign, môjen, mo'en, ('n morgen) | 1869/70                                  | (1846, 1869)                             | 1923                           | (1863) 1923                    |
| Mecklenburg-Vorpommern                            | morrn, mo’eng, morjn                      | (1853) 1857                              | (1855) 1857                              | 1903                           |                                |
| Hamburg                                           | moign, meun, morrn                        | 1895                                     | 1905                                     | 1919                           | 1934                           |
| Sleeswijk-Holstein                                | moigen, morgn                             |                                          | 1895                                     | 1892                           | c. 1933                        |
| Noord-Friesland                                   | miaren                                    | (1898) 1909                              |                                          | 1927                           |                                |
| Zuid-Jutland                                      |                                           |                                          |                                          | c. 1909                        | 1974                           |
| Bremen                                            | (moi'n) meun                              | (1884) 1914                              | (1889)                                   | 1908                           | 1932                           |
| Oldenburg                                         | (morgn)                                   |                                          | (1867)                                   | c. 1885                        | c. 1933                        |
| Oost-Friesland                                    |                                           |                                          |                                          | c. 1900                        | c. 1930                        |
| Groningen / Drenthe                               |                                           |                                          |                                          | 1921                           |                                |

### Na 1920
Over de verdere verbreiding van de groet is weinig bekend. Mogelijk is hij in Nederland beland via Duitse seizoensarbeiders of via Nederlanders die op Duitse bouwprojecten werkten. De eerste die het woord in een publicatie gebruikte, was de Winschoter sportjournalist Max Adriani Engels (1901-1976). In april 1921 beschrijft hij een gesprek met een scout van de Nijmeegse voetbalclub N.E.C., die in Oost-Groningen naar voetbaltalent zoekt:
― "Avond", zei ie.

― ”Môje” antwoordde 'k ’m, zooals ’n onvervalscht Noordeling betaamt.
Tegelijkertijd werd de korte groet vaak als ongepast ervaren. Tegen je kameraden zeg je moije, bericht journalist Wiert Eelssema in 1928 uit het Oldambt, maar een oudere huismoeder hoor je met gouie mörg'n te begroeten. "Tegen meester mag je geen mojje zeggen", heet het nog in 1948 uit de Groninger Veenkoloniën. Desondanks werd al in 1938 uit Noordbroek bericht dat de meeste mensen elkaar met moije of een handgebaar begroetten. Streekromanschrijver Rein Brouwer verwerkte de groet in een bekroond boek uit 1941. Dat deed ook de journalist Simon van Wattum in zijn veelgelezen bijdragen in de Winschoter Courant vanaf 1951.
In Oost-Groningen en de stad gebruikte men aanvankelijk de vormen mojje, moije of môje (vanaf 1922), in de Veenkoloniën (misschien al voor de Eerste Wereldoorlog) ook moij'n of moi'n, in Noord-Groningen mòj (1926), mô-je (1927) of moi (1931). De bekende schrijver en dichter Jan Boer noemt moj al in 1928 "de traditionele groet". In Midden-Drenthe was de groet voor 1920 nog niet bekend. In het meer behoudende Noord-Groningen en in kerkelijke kring zette de groet moi zich mogelijk pas in de jaren dertig of veertig goed door. In Bedum was de groet ten minste in 1954 gebruikelijk. De huidige spelling werd halverwege de jaren vijftig gangbaar, al werd de vorm moj tot in de jaren zeventig nog regelmatig gebruikt, onder andere in de columns van Jan Boer.
De eerste auteur die het woord mojje in Drenthe gebruikte, was de romanschrijver Anne de Vries in 1930. In 1938 was de groet kennelijk gangbaar in Zwolle, in 1946 in de omgeving van Hardenberg. Volgens een bericht uit Emmen gold het toeroepen van moj of môje in 1951 als een "stereotiepe Drentse groet" die door buitenstaanders soms verkeerd werd opgevat, zeker als dat 's avonds gebeurde. Bij een beleefde groet hoorde - zowel in Groningen als in Drenthe - tevens een tikje tegen de pet. Mogelijk is dit groetgebaar – afgeleid van de militaire groet – samen met de gesproken groet moi uit Duitsland overgewaaid, waar het rond 1900 vooral bij de gewone man populair werd. Ook de Duitse schipperspet werd in Noord-Nederland veel gedragen. In Friesland zette zich daarentegen sinds het einde van de jaren zestig het Hollandse groetwoord hoi door, dat net als moi in de buurprovincies vooral kameraadschappelijkheid en gelijkwaardigheid uitdrukte.
In Nazi-Duitsland werden regionale groetformules na 1933 verdrongen door de verplichte Hitlergroet. Het negeren van dit voorschrift kon echter ook gelden als vorm van passief verzet. In Bremen waren hele fabriekscomplexen waar alleen met guten Tag of moin werd gegroet. Ook in de koopvaardij, ja zelfs in leger en marine werd in de dagelijkse omgang soms moin gezegd (met name bij het salueren). De groeiende populariteit van de groet moin (moin) in de jaren na de Tweede Wereldoorlog staat daarmee in contrast. Toch kon taalkundige Christian Winkler uit Marburg de groet 'n moin moin nog in 1969 kenschetsen als vulgaire straattaal ("Gossensprache").
Opvallend is vooral de verschuiving in betekenis van "goedemorgen" naar "goedendag" of zelfs "tot ziens". Die moet zich in Oost-Friesland, Oldenburg, het noorden van Sleeswijk-Holstein en in de Baltische steden al vroegtijdig hebben voltrokken. Deze verschuiving ging vooral ten koste van het formelere "goedendag". In andere regio's - zoals rond Hamburg en in het achterland van Bremen - bleef guten Tag nog een tijdlang gangbaar, temeer omdat de deftige Franse afscheidsgroet adieu (atschüs) tijdens de Eerste Wereldoorlog voor ongewenst werd verklaard. In Oost-Friesland was de dagelijkse groet moin (moin) al rond 1970 overal te horen, zodat men ging spreken over de kenmerkende "Friezengroet" als uiting van regionaal zelfbewustzijn. In Noord-Friesland duurde het langer voordat de groet doorbrak. De taalkundige Alastair Walker klaagde nog in 1979 dat de groet moin uit de Friese dialecten dreigde te verdwijnen, om te worden vervangen door Hoogduitse formuleringen. Dertig jaar later kon hij vaststellen dat de begroeting moin een gemeenschappelijke deler was gaan vormen die de communicatie tussen verschillende taalgemeenschappen in de regio vergemakkelijkte. Het succes van de groet moin (moin) in Hamburg - nu ook als middaggroet - schijnt uit het begin van de jaren tachtig te dateren. Het informele tschüs ("tot ziens") had hier al eerder een comeback gemaakt.
Sinds de jaren tachtig wordt de groet moin - in tegenstelling tot de oudere vorm morgen! - in West-Duitsland ook in het publieke domein gebruikt, zowel in de media als in maatschappelijke organisaties en de politiek. Dat gebeurde onder andere door vooraanstaande SPD-politici als Helmut Schmidt, Björn Engholm, Gerhard Schröder en Olaf Scholz. Ook voormalig bondspresident Christian Wulff (CDU) zette zich in voor erkenning van de groet. De publieke status wordt gedeeld met het Zuid-Duitse Grüß Gott. In Nederland bleef het publieke gebruik beperkt tot het regionale vlak.
In Berlijn is de moin-groet min of meer in vergetelheid geraakt. In Mecklenburg-Vorpommern is het groeten op straat in de DDR-tijd minder gebruikelijk geworden. Dit zou het grotendeels verdwijnen van de groet na 1945 uit deze regio kunnen verklaren. Dit in tegenstelling tot bijvoorbeeld Sleeswijk-Holstein, waar in het voorbijgaan veelvuldig gegroet wordt. Op Helgoland geeft men na de Tweede Wereldoorlog de voorkeur aan het neutrale hallo, gecombineerd met meer formele aanspreekvormen.
Het Deense of Sønderjyske mojn (ook møjn) is volgens de gangbare opvatting eveneens ontleend aan het Nederduits, dat tevens in Noord-Friesland als omgangstaal dient. Het zou rond 1910 vanuit Berlijn naar het noorden zijn gekomen, eerst naar Tønder, later ook naar andere plaatsen in de grensstreek. In Zuid-Jutland gold het nog in de jaren dertig als een modewoord onder de jeugd, maar het werd door critici als ongewenst ervaren omdat het een Duits leenwoord was (mojn er forbojn, "mojn is verboden"). De begroeting werd na 1970 juist als uiting van regionale identiteit gezien, die Duits- en Deenstaligen verbond. Dit werd door de stad Sønderborg middels een reclamecampagne ondersteund. Marketingcampagnes die zich van de kreet moin (moin) bedienden zijn tevens bekend uit Oost-Friesland (vanaf 1976) en Oldenburg (1981). Uit onderzoek sinds 2001 blijkt dat moj in Denemarken terrein verliest aan de begroeting hej, en dat vooral bij vrouwen. Als afscheidsgroet blijft het woord populair.

## Herkomst en betekenis

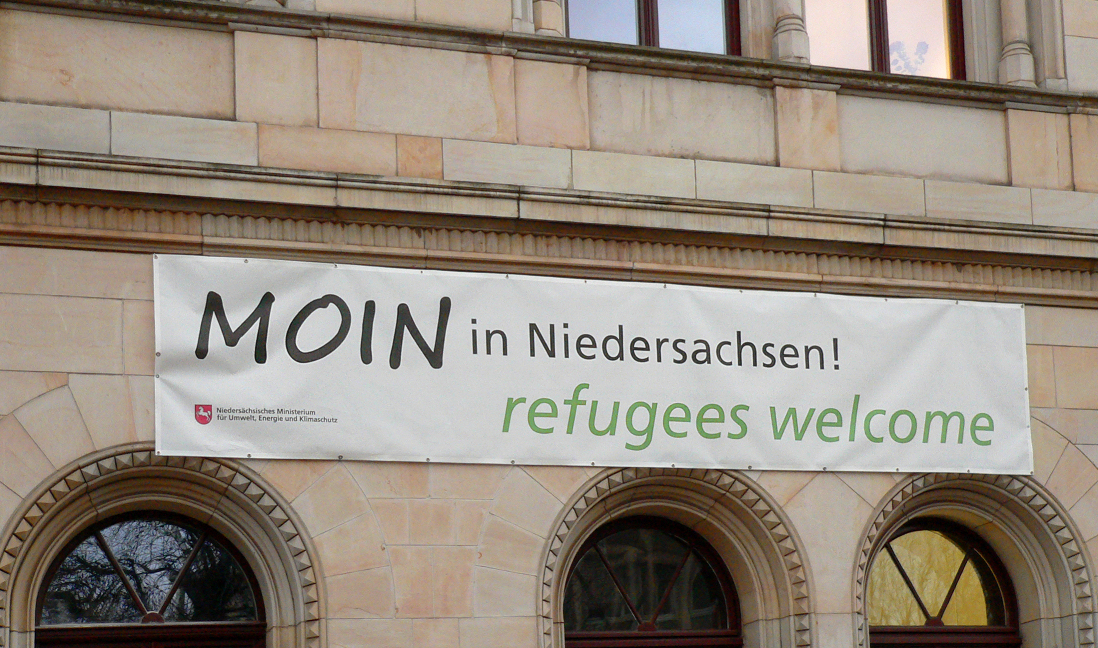
De groet moi(n) wordt vaak opgevat als teken van gastvrijheid. Spandoek op het ministerie van milieu van de deelstaat Nedersaksen te Hannover, 2015

De herkomst van het woord moi(n) is omstreden. Het is volgens de meeste taalkundigen een verkorting van morgen in begroeting goedemorgen of guten Morgen. Deze elliptische vorm zou vervolgens verdubbeld zijn tot moin moin. De romanist Hugo Schuchart bracht deze stelling voor het eerst naar voren in 1885. Hij veronderstelde een tussenvorm *g'moin. Zijn Zwitserse collega Louis Gauchat noemde in 1893 de ontwikkeling van guten Morgen naar mojn "een lange weg, die zich in een korte periode heeft voltrokken".
De germanist Karl Prause documenteerde in 1930 een groot aantal regionale varianten. Naast de ontwikkeling van (gut) morjən > mǭrjən > mǭjən > moin, die kennelijk typerend was voor Noord-Duitsland, zag hij elders een andere reeks, namelijk gūtn morgŋ > 'n mórgŋ > mogŋ (ŋ staat voor een nasale n-klank). Voor Noord-Friesland gaan de taalkundigen Nils Århammer en Jarich Hoekstra uit van een ontwikkeling van (gu) morgen > morn (maaren, miaren, mjarn) > moin. Deze ontwikkeling van -r- naar -j- is ook in andere regio's gedocumenteerd.
Ook de Groningse dialectschrijver Kornelis ter Laan meende in 1952 dat de groet mòi of mòiden (vermoedelijk bedoelde hij moi'n) een variant was van het Nederlandse "goeiemorgen". In zijn beleving (hij woonde lange tijd in Zaandam) was mòi dus een Hollands modewoord. De betekenis "goede morgen" strookt met meldingen uit delen van Drenthe, waar de groet moi nog in 1985 vooral 's ochtends voorkwam.
De oorspronkelijke vorm is volgens deze opvatting gou'n mörgen (Groningen), goe mörgen (Drenthe), good(en) mörgen (Oost-Friesland), go'n morgen, gun moign, gumorgen of go'morn (Nederduits), gooden meen (Wangerooge), guṛ miaren (Sylt), gudmaaren (Föhr) of gomårn (Sønderjysk). Deze beleefdheidsvorm is weer afgeleid van (protestantse) zegenwensen als Ick wensch u goeden morgen (1627), naar het oudere God geve u goeden dach (1544) en Gude morgen geve ju Got (1498). De oudste vormen verwijzen op hun beurt naar het katholieke ochtendgebed (ave matutinum). De ellipitische groetformule guoten morgen is sinds de 13e eeuw uit Hoogduits bekend en sinds de 14e eeuw uit het Engels.
Het groetwoord moi(n) wordt tegenwoordig in de meeste streken op elk tijdstip van de dag gebruikt, meestal zowel bij het komen als bij het gaan. Dat zou te maken kunnen hebben met de onherkenbaarheid van de oorspronkelijke vorm: als een woord verbasterd wordt, herkent de taalgebruiker het woord niet meer, en is hij eerder geneigd er een ruimere betekenis aan toe te kennen. Alleen de bedoeling om te groeten blijft bewaard in de vorm van een uitroep. Opvallend genoeg heeft deze ontwikkeling zich eerder in de grensgebieden voltrokken, wellicht omdat de oorspronkelijke vorm "(goede)morgen" onder invloed van verwante talen (Nederland, Fries, Deens) hier sneller is afgesleten.
De groeiende populariteit van de korte groet moi(n) maakt deel uit van een informaliserings- en democratiseringsproces dat weer samenhangt met groeiende sociale mobiliteit en het afbrokkelen van traditionele vormen van hiërarchie sinds de 19e eeuw. Hij past in de ontwikkeling van de aanspreek- en beleefdheidsvormen van afstandelijke formuleringen (doorgaans in de derde persoon) via formele zegenwensen naar meer informele groetformules. In het Duits kende men nog lange tijd het subtiele onderscheid tussen het "goedemorgen bieden", "goedemorgen wensen" en "goedemorgen zeggen".
Die ontwikkeling heeft zich het eerst voltrokken bij de stedelijke burgerij. Op het Noord-Duitse platteland waren indirecte aanspraakvormen (in de derde persoon (er en Sie) nog in de 19e eeuw gebruikelijk. Minderen dienden bovendien te wachten tot ze door hun meerdere werden gegroet of alleen stilzwijgend een groet uit te brengen. Degene die werd gegroet, dankte daarvoor. In regio's waar de sociale verhoudingen minder star waren, werd van de meerderen verwacht dat ze een belangstellend gesprek aangingen in plaats van in het voorbijgaan te groeten. Het gebruik van de groet moin – in plaats van guten Morgen – was in eerste instantie voorbehouden aan mensen van gelijke rang, die met "gij" (ji) of "jij" werden aangesproken. Hij is vergelijkbaar met de verbreiding van het tutoyeren en duzen, met name sinds 1970. Beide tendensen ontstonden het eerst onder collega's, bekenden en verwanten en gingen vaak samen. Een derde ontwikkeling betreft de bijbehorende gebaren: bij een beleefde groet werd sinds het einde van de 19e eeuw niet langer het hoofddeksel afgenomen, maar volstond een militair tikje met twee vingers tegen de rand van de hoed of pet  of een simpel handgebaar. Ook dit werd aanvankelijk tegenover meerderen (en vrouwen) als ongepast ervaren. In Hamburg en Bremen werd het hoed afnemen al in de 19e eeuw als ondemocratisch ervaren, maar toen de plattelandsjeugd zich rond 1900 het recht toe-eigende tegenover passanten de pet op het hoofd te houden, werd daarover schande gesproken.
De informele groet moin was minder afhankelijk van de sociale hiërarchie; hij stelde grotere groepen in staat deel te nemen aan het sociale verkeer zonder het verwijt te krijgen dat men voor zijn beurt praatte of zich onttrok van de conversatie. De Zwitserse taalkundige Angelika Linke spreekt daarom over een nieuw soort vrijblijvendheid. De korte groet doorbrak het patroon van sociale verplichtingen, dat eerder door het uitspreken van goede wensen en het daarvoor bedanken in stand werd gehouden. Beslissend was kennelijk het verdwijnen van het accusatief –n, dat de herinnering aan de oudere formule (gute)n Morgen in stand hield. De meegedeelde wens veranderde hierdoor in een simpele uitroep (een tussenwerpsel). Het standsonderscheid en de daarbij horende beleefdheidsvormen bleven echter in intonatie, toonhoogte, mimiek en lichaamstaal nog lang merkbaar.
Het gebruik van de korte groet kon echter ook dienen als kritiek op knellende beleefdheidsvormen en sociale ongelijkheid. De succesvolle verbreiding van de informele vormen moi(n) en moin moin (en niet morgen!, hoi of hallo) laat zien dat er een nieuwe groepsnorm ontstond, die zich kenmerkte door meer gelijkwaardigheid en gemeenschapszin. De groet kon gezien worden als een uitnodiging, het antwoord als instemming met de voorwaarden van communicatie. Bekend is het verwijt Ku'j gien moi zeggen? (Drenthe), wanneer iemand niet groette of vergat te groeten. Het weigeren van de groet of het geven van een ongepast antwoord werd ervaren als een vorm van uitsluiting. In streng christelijke kring werden leden van andere kerkgenootschappen dikwijls op zondag niet gegroet. Jongemannen gebruikten de groet soms om passanten hun wil op te leggen: was het antwoord naar hun oordeel te vrijpostig of juist ontwijkend, dan volgden sancties.

In veel streken werd sinds de tweede helft 20e eeuw een verschil ervaren tussen de inheemse bevolking en nieuwkomers die geen moi(n) zeiden. Het uitspreken van de (juiste) groet gold als bevestiging dat men deel wilde uitmaken van de lokale gemeenschap, zoals dat geschetst wordt van een dorp bij Husum (Noord-Friesland):
Ze maakten een schifting tussen alle nieuwe dorpsbewoners, en er waren precies twee soorten: Seggt moin en Seggt keen moin. Groeten was de lakmoesproef. Wie zonder te groeten door het dorp wandelde, niet zijn hand opstak als hij langsfietste, in het buitengebied zwijgend achter zijn hond aansjokte, die maakte in Brinkebüll een melaatse van zichzelf, die kon meteen een leprozenmantel omslaan. 
Vergelijkbaar hiermee zijn groetformules als het Nederlandse goê morgen samen (1841), morgen samen (1873), Gronings goun mörgen soam (1882), dagsoam (1887), Fries moarn jimme en goe' moarn allegearre (1854), Noord-Duits gun mörgen mitnanner (1847), go’n morgen all to hoop (1869), dan wel korter: moin, die Herren (1896), moin, mit 'n anner, Zwitserduits moi(ns) zäme of het recentere moinsen. Dit waren kennelijk – net als het verdubbelde moin moin of morrn morrn – overgangsvormen die terug grepen op oudere beleefdheidsvormen die door de sprekers als veilig werden ervaren.  Ze vormden een alternatief voor het noemen van de namen van de aangesprokenen, zeker waar die niet allemaal bekend waren. Niemand van de aanwezigen mocht immers door de simpele groet (goede) morgen! het idee krijgen dat hij of zij gepasseerd werd. Tegelijkertijd creëerden ze een nieuwe gemeenzaamheid. .Datzelfde geldt voor de vele klankvarianten en intonatievormen van moi(n), die - zoals de taalkundige Jürgen Byl stelt - vooral tot doel hebben de "militaristisch korte klank door het leggen van klemtonen muzikaal te verlengen en te verzachten".

## Alternatieve verklaringen
Een alternatieve verklaring die de laatste decennia vooral in Duitsland populair is, gaat uit van het dialectwoord mōi of mooi (= "mooi, aangenaam, goed"). De groet moin moin zou zijn afgeleid van de (hypothetische) begroetingsformules moien dag, moien mor(ge)n en moien abend. De -n van moin is dan het restant van een accusatief, dat verwijst naar de uitgesproken wens. Deze verklaring is tevens te lezen in enkele naslagwerken, waaronder het Niedersächsische Wörterbuch (sinds 2010) en de Duden (23e druk, 2004), die bovendien suggereert dat het woord aan het Oost-Friese dialect zou zijn ontleend. Het woord werd opgenomen in de Duden in 2001 op verzoek van het Institut für Niederdeutsche Sprache te Bremen.
Deze alternatieve hypothese werd onder andere geformuleerd door de Hamburger dichter Dirks Paulun, die in 1974 veronderstelde dat moin moin een combinatie was van "mooi" en "morgen". Hij werd in Sleeswijk-Holstein in 1980 uitgewerkt door Gertrud Nordmann, die stelde dat het om een verdubbeling van het woord "mooi" zou gaan. In Nederland heeft taalkundige Siemon Reker deze verklaring voorgesteld. Ook voor Luxemburg wordt dit wel aangenomen, maar daarop is ook kritiek. Rekers collega Jarich Hoekstra noemt de stelling aantoonbaar onjuist.
Het woord mōi ("mooi") is een leenwoord uit het Nederlands en komt sinds de 16e en 17e eeuw eeuw vooral in Noordwest-Duitsland, aan de Oostzeekust, in Scandinavië en rond Berlijn voor, onder andere in de zeemanstaal. Het wordt vrijwel nooit in een groetformule gebruikt. Het woord gaat terug op het Middelnederlandse mooy of *mōi, dat uitsluitend in de Zuidelijke Nederlanden en Zeeland gedocumenteerd is. De alternatieve verklaring veronderstelt soms dat dit woord een tegenhanger moet hebben gehad in de vorm van een (hypothetisch) Middelnederduits *mōi(e) en een Oudfries *mōi. Dit zou de verbreiding van het groetwoord in Noord-Duitsland kunnen verklaren. Waarschijnlijker is echter dat het woord mooi zich pas na 1500 via migratie en scheepvaart heeft verbreid.
De critici stellen dat het dialectwoord mōi/mooi maar in een deel van het gebied voorkomt en daar pas relatief laat is geïntroduceerd. Ook lijkt het minder waarschijnlijk dat alleen het bijvoeglijke naamwoord van de groet is overgebleven (vergelijk de korte groet goeie, goode of gude – altijd zonder -n). Taalkundig kan de verkorte vorm moi(n) niet eenvoudig worden herleid op de tweeklank mōj-. Theoretisch is het echter wel mogelijk dat het woord mooi [moːj] vroeger anders werd uitgesproken, waardoor het accusatief mo(o)ien een eerdere klankstelling [mɔjən] kan hebben bewaard. Ook zouden de dialectwoorden mōi(en) en moin klankmatig met elkaar vermengd kunnen zijn geraakt (ook wel stemming genoemd). De alternatieve verklaring strookt echter niet met de historische verbreidingspatroon van de groet moin.
Deze verklaring zou daarom zijn gebaseerd op een volksetymologie, die vooral via reclamecampagnes werd verbreid. Daarbij wordt aangeknoopt bij gedachten over een gemeenschappelijke afstamming of een gedeelte maritieme cultuur, die terug zou gaan op de Hanzetijd. In toeristische gidsen wordt de geschiedenis van het woord soms volledig in deze zin herschreven. Zo wordt ook beweerd dat de groet ontleend zou zijn aan de (fictieve) zeemanswens mojen wind. Dit onder verwijzing naar een 19e-eeuws rommelpotliedje. Het genootschap voor Sleeswijk-Holsteinse geschiedenis noemt dergelijke verklaringen "een recent bedenksel van tv-presentatoren" en een tegenhanger van het Amerikaanse Have a nice day. De marketing-deskundigen wilden de toeristen "een rad voor ogen draaien dat het er in Oost-Friesland bijzonder vrolijk toegaat", spotte de taalkundige Jürgen Byl al in 1989. En kennelijk met succes, stelde hij vast: de toeristen namen de moin-groet met graagte over.
Een weinig gehoorde verklaring is dat moi van het Franse moi´n zou komen en in de Franse tijd werd gebruikt om soldaten te bespotten. Dit idee berust op de oppervlakkige overeenkomst tussen beide woorden en is eveneens een volksetymologie.
De groet moin moin mag niet verward worden met de scabreuze Hamburger groet Mors! Mors! (= 'aars'). Dit als antwoord op de scheldwoorden Hummel! Hummel! Het gaat om geuzenkreten waaraan Hamburgers elkaar herkennen.

## Allerlei

De Moin Moin Wochenzeitung verscheen van 1977 tot 2023 in de regio Flensburg met afzonderlijke edities voor Angeln, Schleswig en Südtondern

- De Moin Moin Wochenzeitung verscheen van 1977 tot 2023 in de regio Flensburg met afzonderlijke edities voor Angeln, Schleswig en SüdtondernDe gemeente Oldambt kondigde zijn oprichting in 2010 aan met een boek dat onder alle inwoners werd verspreid onder de titel Moi!
- Moin, Moin Heimatblatt is de naam van een huis-aan-huisblad in de regio's Emden en Aurich (sinds 1981)
- Moin Moin heet de ochtendshow van radiozender Radio FFN in Nedersaksen
- Moin heet de ochtendshow van radiozender Energy Bremen (sinds 2006)
- Moin.de is een online portaal van de Funke Mediengruppe in Hamburg (sinds 2020)
- MOIN Filmförderung Hamburg Schleswig-Holstein is een stimuleringsfonds voor filmproducties in de deelstaten Hamburg en Sleeswijk-Holstein
- Moin! Hamburg is een reclameleus van het boulevardblad Hamburger Morgenpost, eerder ook een rubriek in deze krant (sinds 1987)
- SG Mojn København is de naam van een handbalclub in Kopenhagen
- MoinMoin Wochenzeitung was de naam van een huis-aan-huisblad in de regio Flensburg, dat verscheen van 1977 tot 2023 met een oplage van 160.000, waarvan een deel verscheen onder de naam Nordfriesland Palette[220]
- Radio Mojn was een commercieel radiostation te Aabenraa (Denemarken), dat uitzond van 1989 tot 2014
- Project Moien was een overheidsprogramma in Luxemburg, dat van 1998 tot 2003 de bedoeling had de belangstelling voor het gebruik van het Lëtzebuergesch te bevorderen
- Mòjn Pòmòrskô was in 2015 een regionale ontmoetingsdag voor de regio's Kasjoebië en Pommeren (Polen)
- MoinMoin is vrije wiki-software, geschreven in Python programmeertaal, ontwikkeld sinds 2000
- Mojn is een schlager van jazztrompettist Valdemar Rasmussen, in 1975 gecomponeerd in opdracht van de stad Sønderborg
- Moin Moin Morgenstern is een beeldgedicht uit 1984 van de dichter Robert Gernhardt, afkomstig uit Reval (Talinn)
- Moin moin ist schon gesabbel! ("Moin moin is gezwets") – een leuze die in Noord-Duitsland gebruikt wordt tegenover toeristen die te pas en onpas deze (dubbele) groet zouden gebruiken
- Moin Moin is een floribunda-roos van rozenkweker W. Kordes' Söhne [de] uit Holstein, op de markt sinds 2011